# Ескадрені міноносці-вертольотоносці типу «Ідзумо»
Ескадрені міноносці-вертольотоносці типу «Ідзумо» (яп. いずも型護衛艦 Ідзумо-гата гоейкан) - тип вертольотоносців (формально класифікуються як ескортні кораблі) Морських сил самооборони Японії. Спочатку був відомий як «тип 22DDH» (замовлення на будівництво було видано в 2010 році - двадцять другому році епохи Хейсей).

## Розробка проекту та будівництво
Плани на будівництво нового протичовникового вертольотоносця вперше були анонсовані японським міністерством оборони 23 листопада 2009.
У 2011 контракт на будівництво головного корабля вартістю 113,9 млрд єн отримала компанія IHI Marine United. Церемонія його закладки на стапелі верфі в Йокогамі відбулася 27 січня 2012 року.
У жовтні 2012 року IHI Marine United отримала контракт на будівництво другого корпусу цього ж типу, з планованим введенням в дію в 2017 році.
При довжині 248 м і водотоннажністю 27 тис.т. кораблі цього типу стануть найбільшими в складі японського флоту з часів Другої світової війни.

## Плани модернізації
25 грудня 2017 року уряд Японії заявив про намір створити перший в Японії авіаносець на базі найбільшого з наявних у розпорядженні вертольотоносців «Идзумо». Для захисту своїх островів в Тихому океані, а також інших областей, де немає достатньої кількості аеродромів, японський уряд представив план модернізації ескадрених міноносців-вертольотоносців типу «Ідзумо». Кораблі отримають можливість нести новітні винищувачі, такі як F-35.
В рамках реалізації середньострокової програми оборони, розрахованої на 5 років, уряд планує витратити рекордні 27.4 трильйонів єн (243 мільярди доларів).
План передбачає закупівлю 18 винищувачів - як передбачається, для використання на кораблях типу «Ідзумо». Крім того, планується розгортання двох американських наземних ракетних комплексів «Іджіс» задля стримування північнокорейської ракетно-ядерної загрози.
Токіо також планує інвестувати кошти в технології штучного інтелекту та розробку підводних дронів.

## Представники серії
| Назва               | Бортовий номер | Місце будівництва                      | Закладено     | Спущено на воду | в строю         |
| ------------------- | -------------- | -------------------------------------- | ------------- | --------------- | --------------- |
| Ідзумо (яп. いずも) | DDH183         | корабельня IHI Marine United, Иокогама | 27 січня 2012 | 6 серпня 2013   | 25 березня 2015 |
| Каґа (яп. かが)     | DDH184         | корабельня IHI Marine United, Иокогама | 7 жовтня 2013 | 27 серпня 2015  | 22 березня 2017 |